# Dekanat Szczecin
Dekanat Szczecin – jeden z 5 dekanatów diecezji wrocławsko-szczecińskiej Polskiego Autokefalicznego Kościoła Prawosławnego. Siedzibą dekanatu są Gryfice.

## Parafie
W skład dekanatu wchodzi 9 parafii:
- parafia Zaśnięcia Najświętszej Maryi Panny w Barlinku
  - cerkiew Zaśnięcia Najświętszej Maryi Panny w Barlinku
- parafia św. Michała Archanioła w Brzozie
  - cerkiew św. Michała Archanioła w Brzozie
- parafia Narodzenia Najświętszej Maryi Panny w Gorzowie Wielkopolskim
  - cerkiew Narodzenia Najświętszej Maryi Panny w Gorzowie Wielkopolskim
- parafia Zaśnięcia Przenajświętszej Bogurodzicy w Gryficach
  - cerkiew Zaśnięcia Przenajświętszej Bogurodzicy w Gryficach
- parafia św. Jerzego w Łobzie
  - cerkiew św. Jerzego w Łobzie
- parafia Zaśnięcia Najświętszej Maryi Panny w Ługach
  - cerkiew Zaśnięcia Najświętszej Maryi Panny w Ługach
- parafia Świętych Apostołów Piotra i Pawła w Stargardzie
  - cerkiew Świętych Apostołów Piotra i Pawła w Stargardzie
  - cerkiew św. Mikołaja w Dolicach
- parafia św. Mikołaja w Szczecinie
  - cerkiew św. Mikołaja w Szczecinie
- parafia Świętego Ducha w Trzebiatowie
  - kaplica Świętego Ducha w Trzebiatowie